# كانون 20 دي
كانون 20 دي (بالإنجليزية: Canon EOS 20D)‏ هي كاميرا احترافية 8.2 ميجا بيكسل من إنتاج شركة كانون وقد طرحت في السوق في صيف 2004 

## التفاصيل
أعلن صدور هذه الكاميرا تقريبا في 19 أغسطس 2004 لتكمل سلسلة كاميرات كانون الديجيتالية التي بدأت رحلتها بإصدار D30 عام 2002. جاءت 20D كخليفة لــ 10D لتعطي تقريبا 1.9 ميغا بكسل أكثر من سابقتها، وأسرع في التشغيل والتقاط الصور، وأيضاً أخف منها وزناً 

### الحساس
(Sensor)
حساس CMOS بحجم 22.5 * 15 ملم بــ8.2 مليون بكسل فعّال ومامجموعه 8.5 بكسل ككل!

### أحجام الصورة الممكنة
- 3504 * 2336 (8.2 م بكسل)
- 2544 * 1696 (4.3 م بكسل )
- 1728 * 1152 (2 م بكسل)

### صيغ الملفات المتوفرة
- RAW (خــــام)
- JPG يتوفر بصيغتين للضغط (Fine & Normal )
- RAW + JPG في ملفات منفصلة

### العدسات المتوافقة
Canon EF / EFs الفوكس: تسع نقاط فوكس TTL

## مزايا وعيوب

### المزايا
- دقة ممتازة جداً
- ألوان جيدة، كسابقتها 10D
- تشويش خفيف جداً حتى مع حساسية عالية
- أداء ممتاز في التصوير الطويل وأفضل أيضاً مع خاصية تقليل التشويش
- تشغيل سريع
- خمس صور في الثانية حتى 23 صورة متواصلة
- 9 نقاط فوكس في منظار الصورة
- إمكانية اختيار نظام الألوان (Adobe RGB / sRGB)
- جسم صلب جداً
- وزن خفيف
- استهلاك اقتصادي ممتاز للبطارية
- توصيل USB 2 سريع

### العيوب
فتح باب كرت التخزين يطفئ الكاميرا نهائياً ويفقدها أي صورة قيد التخزين
توازن البياض التلقائي يضعف أداؤه تحت ظروف الإضاءة القليلة
نفس خوارزم تعديل حدة الصور للــ10D، كان من المفروض أن يطوّر!
لايوجد قياس ضوئي لنقطة معينة بذاتها
التوافق الفلاشي فقط 1\250 مقارنة مع 1\500 لنيكون D70
لازالت هناك فقط خمسة إعدادات لعوامل الصورة
الحساسية لاتظهر في المنظار عند تغييرها 

## كانون 20 دي أ
في فبراير 2005 تم طرح EOS 20Da في السوق
1. ↑  canoneos20d نسخة محفوظة 29 نوفمبر 2017 على موقع واي باك مشين.
2. ↑  خصائص كاميرات كانون الاحترافية Canon EOS 20D نسخة محفوظة 12 أغسطس 2011 على موقع واي باك مشين.
3. ↑  usa.canon نسخة محفوظة 27 أكتوبر 2015 على موقع واي باك مشين.

ويكيبيديا:ALT